# 桃園捷運棕線
桃園捷運棕線，為桃園捷運計畫中的路線之一，自1990年代便展開推動，路線能夠銜接綠線、橘線、青線、灰線、臺鐵縱貫線、臺北捷運中和新蘆線、臺北捷運萬大樹林線，預計採用中運量系統建置。
目前設有桃園客運及中壢客運營運之棕線先導公車（BR路），其起訖站為捷運迴龍站－桃園車站以及延伸服務並有站站停車的601路，起訖點為捷運迴龍站－內壢，在捷運通車前起到先導交通的功能。

## 歷史
- 2018年3月7日：國發會同意支持本案並送行政院核定，後續交通局將啟動綜合規劃、基本設計、環境影響評估等工作。[參⁠ 5]
- 2018年5月1日：行政院核定捷運棕線可行性研究報告。[參⁠ 6]
- 2018年5月11日：桃園市政府決定將棕線桃園與龜山市區段改為地下形式，並考量桃園車站站體空間的不足及未來興建延伸線的可能性，調整棕線桃園車站設站位置。[參⁠ 7][參⁠ 8]
- 2021年3月：規劃已送行政院核定，目標綜合規劃核定後8年內完工。[參⁠ 9]
- 2021年10月：綜合規畫報告調整為中運量，預定年底或次年初提報交通部再審。[參⁠ 10]
- 2022年8月29日：中運量規劃版本通過環評初審。[參⁠ 11]
- 2023年4月28日：交通部於2022年11月30日召開第2次審查委員會議。桃園市政府捷運工程局依審查意見修正報告書後於2023年4月28日提報交通部續審。[參⁠ 12]
- 2023年10月18日：組合規劃報告在交通部捷運審查委員會第60次會議有條件通過。[參⁠ 13]
- 2024年1月24日：桃園捷運棕線獲國發會審議通過。[參⁠ 14]
- 2024年3月1日：桃園捷運棕線獲行政院核定。[參⁠ 15][參⁠ 16]</ref>

## 車站與路線
| 編號    | 名稱     | 名稱                 | 站體型式 | 所在地 | 所在地 | 交會路線                                      |
| 編號    | 中文     | 英文                 | 站體型式 | 所在地 | 所在地 | 交會路線                                      |
| ------- | -------- | -------------------- | -------- | ------ | ------ | --------------------------------------------- |
| BR 棕線 |          |                      |          |        |        |                                               |
| BR01    | 迴龍     | Huilong              | 高架     | 新北市 | 新莊區 | 臺北捷運中和新蘆線 · 臺北捷運萬大-中和-樹林線 |
| BR02    | 未       | 未                   | 高架     | 桃園市 | 龜山區 | 不適用                                        |
| BR04    | 未       | 未                   | 地下     | 桃園市 | 龜山區 | 不適用                                        |
| BR05    | 未       | 未                   | 地下     | 桃園市 | 龜山區 | 不適用                                        |
| BR06    | 未       | 未                   | 地下     | 桃園市 | 龜山區 | 不適用                                        |
| BR07    | 未       | 未                   | 地下     | 桃園市 | 龜山區 | 橘線                                          |
| BR08    | 桃園車站 | Taoyuan Main Station | 地下     | 桃園市 | 桃園區 | 臺灣鐵路縱貫線北段 · 綠線                     |

### 主線
棕線主線由新北市新莊區中正路的BR01站（迴龍站）起，首先沿台1線前行，在通過BR05站後轉為沿台1甲線行駛，止於桃園市桃園區復興路與中正路口的BR08站（桃園車站）。路線全長11.38公里，預計混和高架與地下形式，並設置7座車站。

### 市區延伸段
市區延伸段由BR08站（桃園車站）起，沿著復興路、中山路、國際路二段前進，止於中路重劃區西側與橘線交會。路線總長3.9公里，全線皆位於桃園區，預計採地下形式，車站數目未定。

### 桃林段
桃林段原先計畫沿著已廢止的桃林鐵路 （臺鐵林口線）路廊建設，自桃園區桃園車站運行蘆竹區山鼻站，共設8站。桃林段在目前的路網規劃中已被取消，由橘線與褐線的部分路段取代。

## 預定時程與進度
截至目前為止的進度：
| 預定通車時間 | 預定通車時間 | 路線 | 區間           | 目前進度 |
| ------------ | ------------ | ---- | -------------- | -------- |
| 2032年       | 3月          | 棕線 | 桃園車站－迴龍 | 0.00％   |
| 未知         | 未知         | 棕線 | 桃園車站－中路 | 0.00％   |

## 外部連結
- 桃園市政府交通局桃園捷運路網規劃摘要說明 （页面存档备份，存于）
- 桃園都會區捷運系統路網方案示意圖（桃園市政府交通局）2009/01 （页面存档备份，存于）
- 自由電子報 - 桃林鐵路再生 綠美化成單車道 （页面存档备份，存于）
- ［新聞］吳志揚：桃園建設ING．延伸五條線 （页面存档备份，存于）